# O-ZON
De vereniging O-ZON (Onderwijs Zonder ONtscholing) streeft naar een herwaardering van de leraar in het Vlaamse onderwijs.
Initiatiefnemer is Marc Hullebus, een Brugse leraar informatica. Hij klaagde vooral het gebrek aan basiskennis aan bij de leerlingen van het secundair onderwijs. Inmiddels kreeg hij steun van Raf Feys, pedagoog en redacteur van het tijdschrift "Onderwijskrant" en lerarenopleider Pieter Van Biervliet. Samen richtten ze op 2 januari 2007 de vereniging O-ZON op.
Hun motto luidt: Meester, het mag weer! Kern van de zaak is dus dat de leraar weer de kans moet krijgen om inhoudelijk les te geven, dus met meer inhoud en minder vorm.
In Nederland bestaat een gelijkaardige trend; daar is de vereniging BON (Beter Onderwijs Nederland) actief.